# Régiment Royal-Danois
Le régiment Royal-Danois est un régiment d’infanterie danois sur pied allemand du royaume de France levé en 1690 et licencié en 1698.

## Création et différentes dénominations
- 1er mars 1690 : création du régiment de Yoël également écrit sous les noms de régiment de Youel où régiment de Joul
- 15 août 1692 : renommé régiment Royal-Danois
- 11 février 1698 : licencié

## Colonels et mestres de camp
- 1er mars 1690 : François Youel, dit Joul[1], colonel, puis colonel lieutenant du Royal-Danois le 15 août 1692, brigadier le 3 janvier 1696, colonel du régiment de Zurlauben après réforme du régiment, maréchal de camp le 26 octobre 1704, † 1731
- 1692 : comte de Guldenlew, colonel

Drapeaux d’Ordonnance
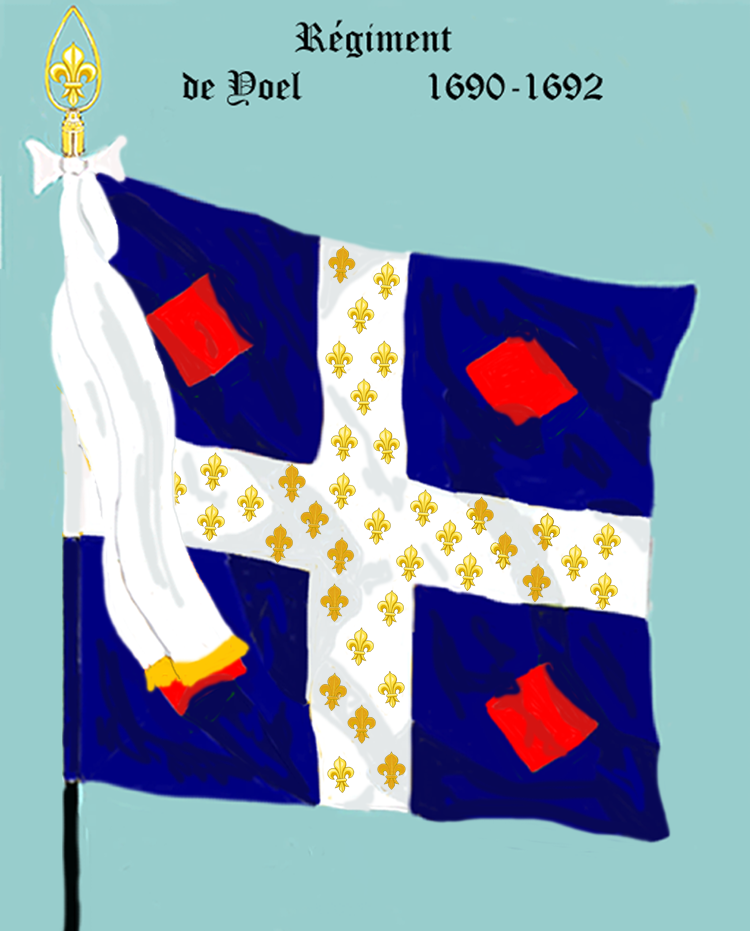
régiment de Yoel de 1690 à 1692
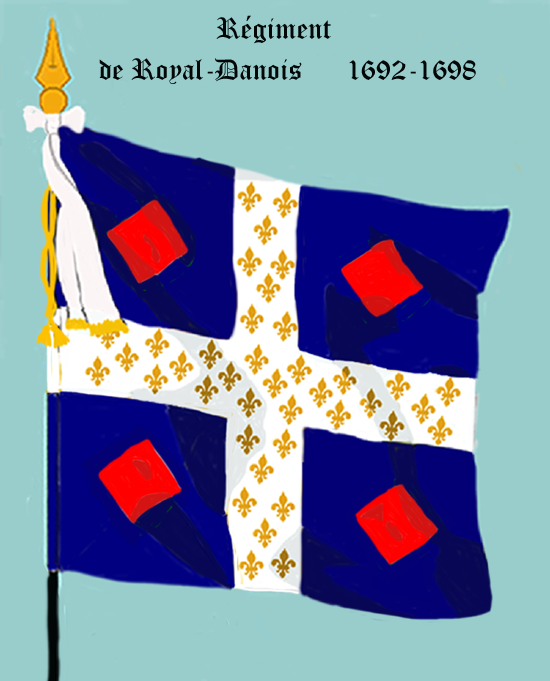
régiment Royal-Danois de 1692 à 1698

## Historique des garnisons, combats et batailles
Le régiment sert en Roussillon de 1690 à 1692. En 1693, il combat à la bataille de Neerwinde et au siège de Charleroi. En 1694, il est à l’armée de Flandre ; en 1695, au bombardement de Bruxelles.
Le régiment est au siège de Valence en Italie en 1696 ; au siège de Barcelone en 1697.

## Personnalités ayant au régiment

### François Youel
François Youel également écrit François Yoël où François Joul était Capitaine au régiment de Zurlauben dès 1688 lorsqu'on lui forma un régiment d'infanterie Allemande, le « régiment de Yoël », composé de dix compagnies dont six furent tirées du régiment de Zurlauben, deux du régiment de Furstemberg , et deux de nouvelle levée. Il en fut fait colonel, par commission du 1er mars 1690. Il servit en Roussillon avec ce régiment cette année et les suivantes. Son régiment ayant été mis sous le nom de « régiment Royal-Danois », après avoir été donné au comte Christian de Guldenlew (où Gyldenloew), fils naturel du roi du Danemark Christian Vpar brevet du 15 août 1692, il en est fait colonel-lieutenant, par commission du même jour et le commanda à la bataille de Neerwinden, au siège de Charleroi en 1693, à l'armée de Flandre en 1694 et au bombardement de Bruxelles en 1695.

Il devient brigadier d'infanterie, par brevet du 3 janvier 1696, et sert au siège de Valenza en Italie la même année, puis il rejoint l'armée de Catalogne et participe au siège de Barcelone en 1697. Le « régiment Royal-Danois » ayant été réformé par ordre du 11 février 1698, François Youel est entretenu colonel réformé à la suite du régiment de Zurlauben par ordre du 11 février 1701. 

Employé à l'armée de Flandre par lettres du 6 juin 1701, il se trouve au siège de Nimègue en 1702 et à la bataille d'Ekeren en 1703. Employé sur le Rhin en 1704, il combat à Höchstädt au mois d'août 1704, et est créé maréchal de camp par brevet du 26 octobre 1704. Il sert en cette qualité à l'armée du Rhin en 1705, aux prises de Drusenheim, de Lauterbourg et de l'île du Marquisat en 1706. Il continue de servir sur le Rhin sous le commandement du maréchal de Villars en 1707 et commande sur la Sarre pendant l'hiver. Il sert encore sur le Rhin en 1708, 1709, 1710, 1711 et 1712, et quitta le service cette dernière année. Il meurt vers 1731.